# Tesoro de los epidamnios
El Tesoro de los epidamnios (en griego antiguo: Θησαυρὸς τῶν Ἐπιδαμνίων, lit. 'Thēsauros tōn Epidamniōn'), también conocido como Tesoro III, fue un  tesoro en la Terraza de los Tesoros de Olimpia, Grecia. Toma su nombre del hecho de que se cree que fue construido por la ciudad de Epidamno, pero la identificación no es del todo segura. Las ruinas del Tesoro se encuentran en Archaía Olympía, en el yacimiento arqueológico que es Patrimonio de la Humanidad de la Unesco.

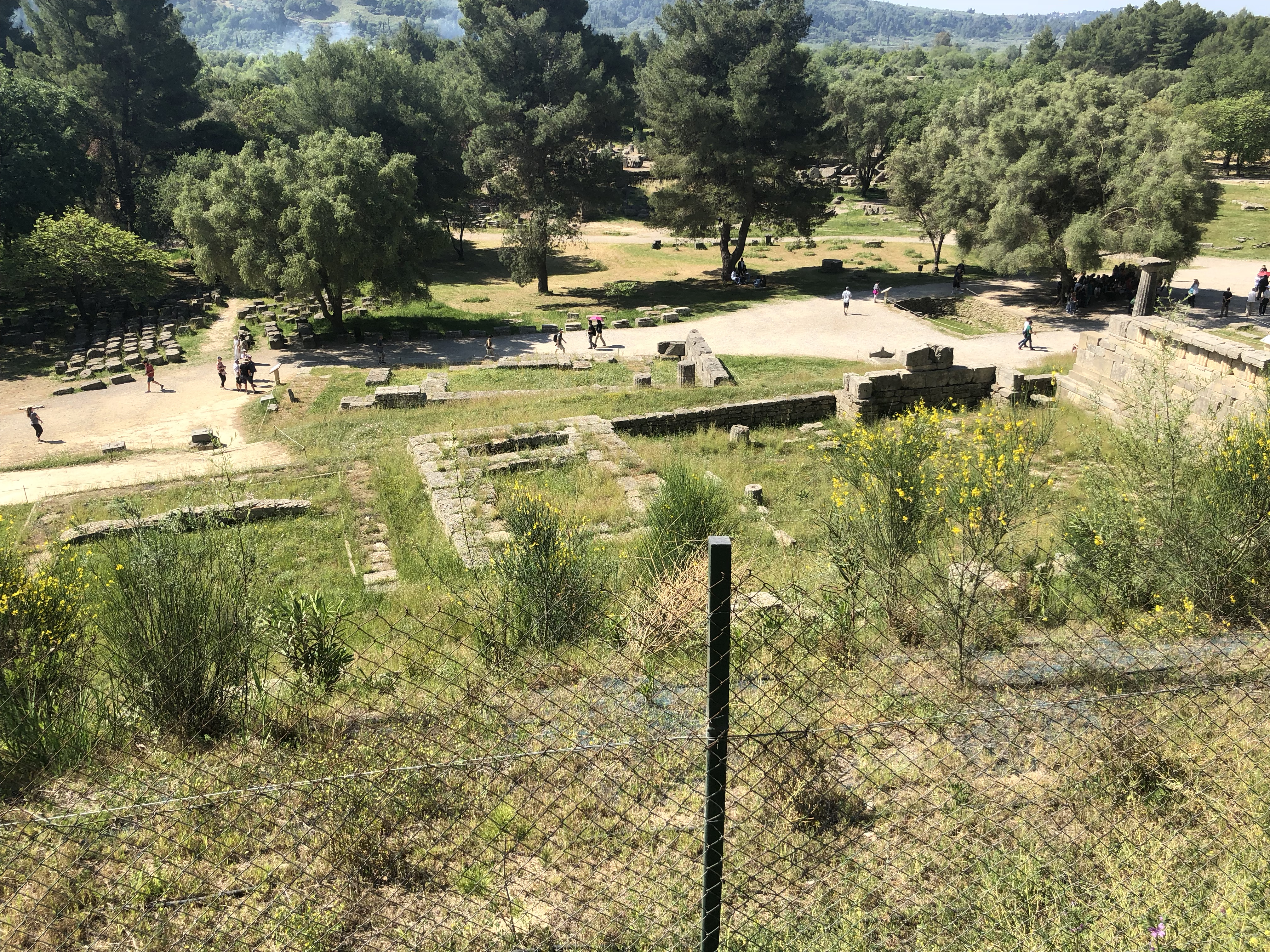
Ruinas de las cinco cámaras del tesoro más occidentales de Olimpia, vistas desde la ladera superior. El Tesoro de los epidamnios es el tercero por la izquierda.

La cámara del Tesoro  fue construida en el periodo arcaico alrededor del año 525 a. C. Era una de las numerosas cámaras del tesoro de Olimpia, construidas en hilera en el lado norte del santuario, en la ladera sur del monte Cronio, entre el Ninfeo de Herodes Ático y el Estadio. El tesoro de los epidamnios era el tercero de ellos, orientado hacia el oeste. En el pasado ocupaba el cuarto lugar. En su lado occidental se encontraba el Tesoro de los siracusanos y en su lado oriental el Tesoro de los bizantinos. Al sur del tesoro se encontraba el Metroo.
La confusión sobre la ubicación del tesoro se debe a Pausanias, cuyo texto en la  Descripción de Grecia es ambiguo y posiblemente corrupto en este punto: dice que los epidamnios erigieron el tercer y cuarto tesoro de Olimpia, como si hubiera dos edificios, pero se contradice diciendo que los epidamnios solo tenían un tesoro en el santuario.
Era un pequeño edificio similar a un templo en antas con dos columnas (dístilo in antis) entre los muros del pronaos. De  estilo dórico, la cella del edificio medía 6,57 m de ancho y 12,85 m de largo. La fachada estaba orientada al sur.